# Венера Урбінська
«Вене́ра Урбі́нська» (італ. Venere di Urbino) — одна з найвідоміших картин італійського художника епохи Відродження Тіціана. Наразі зберігається у «Галереї Уффіці» у Флоренції.

## Історія створення

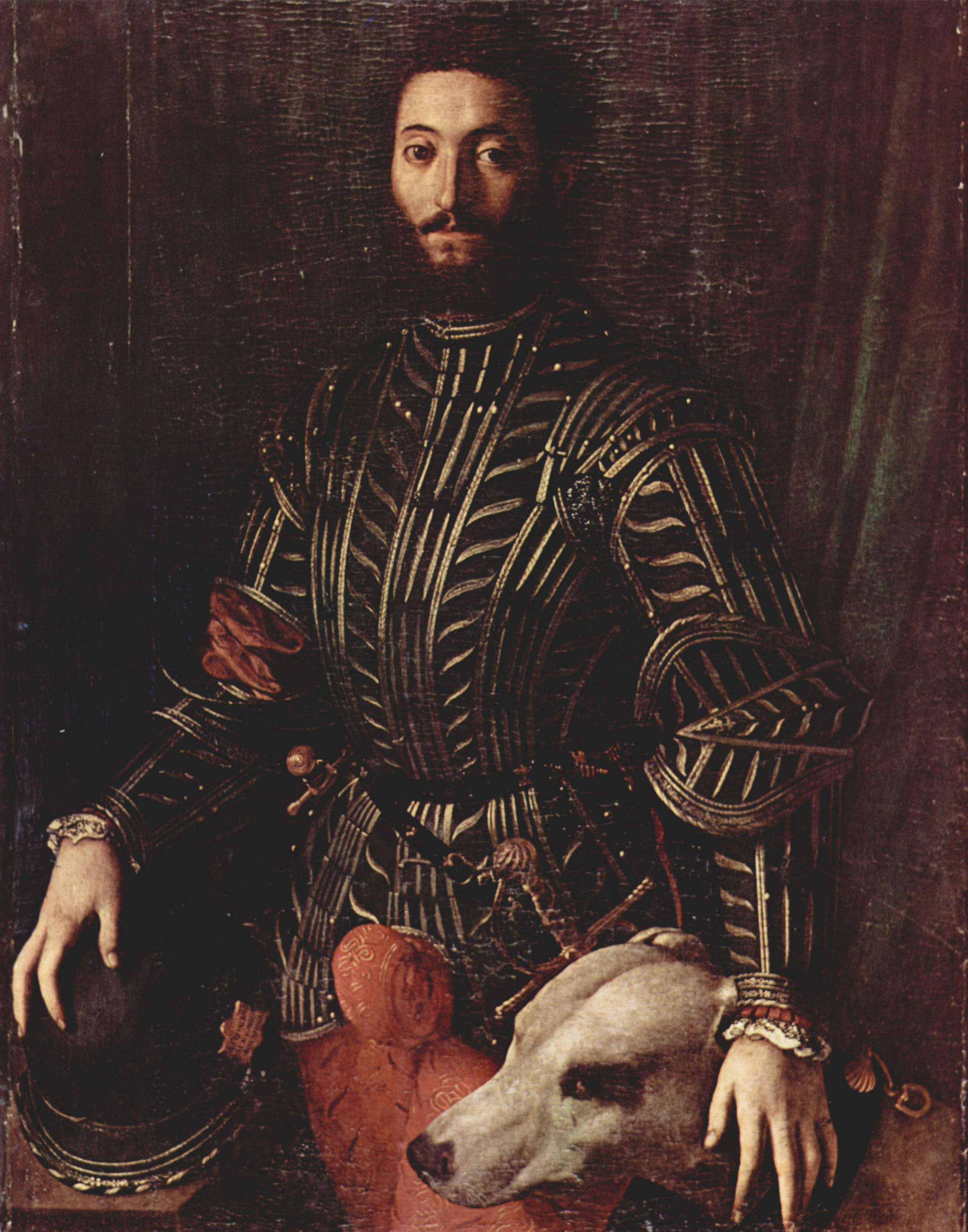
Аньйоло Бронзіно. Портрет Гвідобальдо делла Ровере. 1532. Палаццо Пітті. Флоренція

Картина була написана на замовлення герцога Урбінського Гвідобальдо II делла Ровере. Можливо, прототипом Венери Урбінської була юна наречена Гвідобальдо Джулія Варано. За іншою версією, моделлю для картини була кохана Тіціана, яку він зобразив щонайменше на трьох полотнах. Висловлювалося також припущення, що на картині могла бути зображена мати Гвідобальдо, Елеонора Гонзага. Це припущення ґрунтується на певній схожості між портретом Елеонори роботи Тіціана та «Венерою», окрім того, на обох полотнах зображений той же самий песик, що згорнувся клубочком.
9 березня 1538 року Гвідобальдо відправив до Венеції до посла свого батька кур'єра з приписом привезти два полотна, що були замовлені ним у Тіціана. Кур'єр не мав повертатися без полотен, «хоча б він мусив чекати два місяці». Йшлося про портрет самого Гвідобальдо II делла Ровере та «оголеної жінки» (la donna nuda).

## Опис
На передньому плані картини в розкішних інтер'єрах палацу лежачи зображена молода оголена жінка, яку ототожнюють з богинею Венерою. На ній лише декілька прикрас — обручка, браслет та сережки. Відкритий погляд жінки спрямований просто на глядача. У правій руці Венера тримає квіти, її ліва рука прикриває лоно, утворюючи центр композиції картини. Біля ніг Венери спить маленький песик. На задньому плані картини праворуч зображено дві служниці, що клопочуться зі скринею з вбранням.
Існує дві версії інтерпретації тіціановської красуні, які суперечать одна одній. За однією з них картина символізує узи шлюбу. Скриня з вбранням на задньому плані при цьому розглядається як посаг оголеної дівчини. Інші дослідники вважають, що «Венера Урбінська» — портрет куртизанки, яка ніби пропонує себе глядачеві. Очевидно Тіціан хотів розповісти у своїй картині про сексуальність у шлюбі через поєднання хвилюючої еротики з чеснотами шлюбу та насамперед з вірністю, яку уособлює зображений на картині песик.

## Ідеал жіночої краси
У Тіціана жінка тримає в руці троянди, що вважалися символом Венери. Тіло жінки відображає ідеал краси та є своєрідним еротичним символом епохи високого Відродження. Високе чоло, що вважалося символом краси в середньовіччі й заради якого жінки вискубували волосся на лобі, перестало бути ідеалом. Тепер обличчя обрамляє волосся, пом'якшуючи його риси. Улюбленим кольором волосся став не темний, як у більшості італійок від природи, а світлий. Майже в усіх міфологічних фігур, зображених художниками італійського Ренесансу, було біляве волосся. Груди вважалися гарними, якщо були маленькими, круглими та пружними.
Живіт жінки Тіціан зобразив злегка заокругленим. На готичних полотнах животи у жінок зображували зазвичай опуклішими. Натомість в епоху відродження живописці відмовилися від такої практики та шукали природніші форми. Проте живіт і далі вважався центром жіночого тіла, символом родючості та продовження роду.

## Попередниці

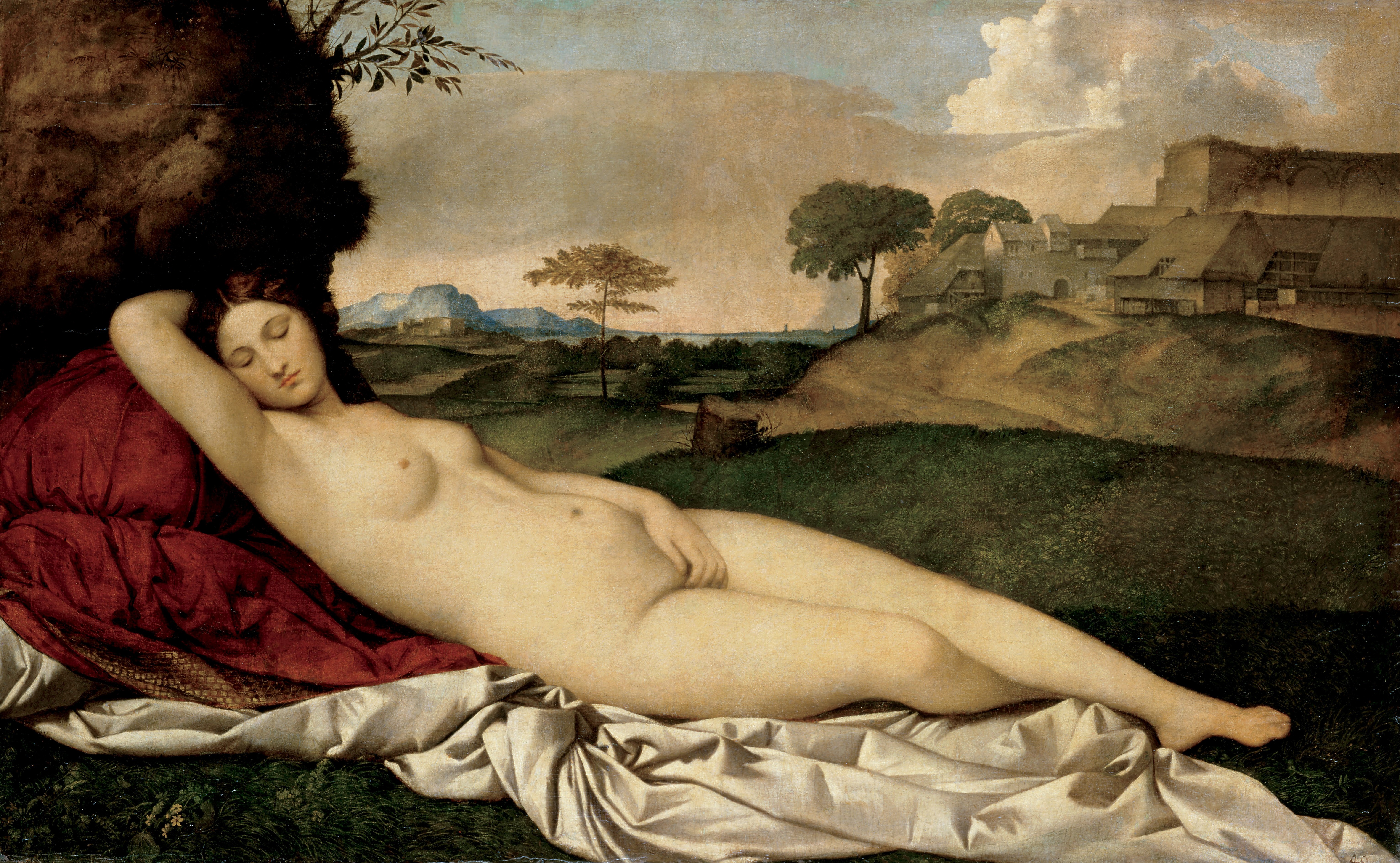
Джорджоне. «Венера, що спить». 1508–1510. Картинна галерея. Дрезден

У 1508–1510 рр. з'явилася «Венера, що спить» Джорджоне, в створенні якої на думку мистецтвознавців брав участь й учень Джорджоне Тіціан. Очевидна типологічна подібність обох картин.

## Техніка

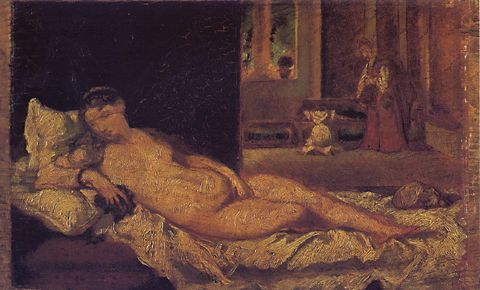
Едуар Мане. Копія «Венери Урбінської». 1856

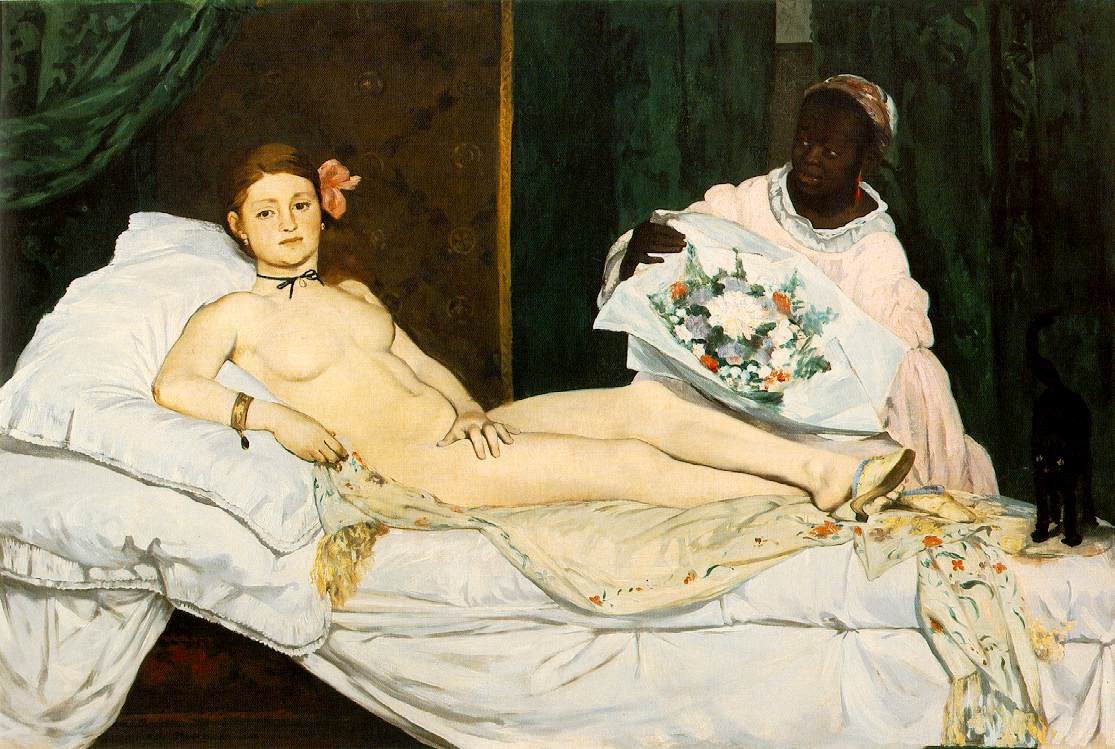
Едуар Мане. Олімпія. 1863. Музей д'Орсе. Париж

«Венера Урбінська» є втіленням всіх характерних рис живопису Тіціана. Зокрема волосся, шкіра, хутра, квіти, тканини та коштовне каміння передано художником з натуральністю, близької до оптичного обману. Цим естетичним засобом, а також сфумато, що оточує тіло жінки, Тіціан демонструє високий рівень художньої майстерності.
Крім величних полотен на релігійні теми Тіціан написав чимало портретів як історичних осіб, так і неідентифікованих персонажів. Окрему тему у творчості Тіціана становлять напівпортрети невідомих жінок, через які Тіціан символічною мовою розповідає про силу жіночої привабливості. Серед зображених на портретах жінок могли бути і венеціанські куртизанки, які в XVII ст. займали високе соціальне становище.

## Рецепція
- «Венера Урбінська» надихнула Едуара Мане на створення його знаменитої «Олімпії».
- Картина Тіціана зображена на іншій картині — «Трибуна Уффіці», написаній Йоганном Цоффані.  Окрім неї, на полотні Цоффані зображені найцінніші скарби Галереї Уффіці, а також деяких інших флорентійських музеїв. «Венера» розташована у правій нижній частині полотна, її держить хоронитель «Галереї» П'єтро Бастьянеллі.

## У кіно
У фільмі «Ель Греко» (2007) режисера Янніса Смарагдіса є епізод, в якому показаний Тіціан під час створення «Венери Урбінської». За сюжетом іспанські посланці, приїхавши до Венеції, відвідують майстерню Тіціана якраз в той момент, коли він працював над «Венерою Урбінською».